# Matador (film)
Matador – hiszpański thriller erotyczny z 1986 roku w reżyserii Pedra Almodóvara. Zdjęcia kręcono w Madrycie. W obrazie tym swoją pierwszą ważną rolę w karierze zagrał Antonio Banderas.

## Fabuła
Młody mężczyzna, Angel, mieszkający z surową matką, członkinią Opus Dei, w tajemnicy przed nią uczęszcza do szkoły toreadorów. Pewnego dnia jego nauczyciel, Diego, pyta go, czy nie jest homoseksualny. Urażony tą sugestią Angel postanawia udowodnić swoją męskość i jeszcze tego samego dnia podejmuje próbę gwałtu na swojej sąsiadce − znanej modelce i zarazem dziewczynie Diega. Później przyznaje się policji do dokonania czterech brutalnych morderstw, jakie miały miejsce w ciągu poprzednich miesięcy w Madrycie. Jego obrończynią zostaje prawniczka Maria. Z czasem okazuje się, że Diega i Marię łączy perwersyjna skłonność do balansowania na granicy życia i śmierci − szczytowe zaspokojenie osiągają uśmiercając swych seksualnych partnerów. Każde z nich zabiło dotąd już dwoje kochanków i to właśnie do tych mordów przyznał się Angel.

## Obsada
- Antonio Banderas – Angel
- Assumpta Serna – Maria
- Nacho Martinez – Diego
- Eva Cobo – Eva, narzeczona Diega
- Eusebio Poncela – komisarz policji
- Julieta Serrano – matka Angela
- Chus Lampreave – matka Evy
- Carmen Maura – więzienna lekarka, psychiatra